# Саврасовка
Саврасовка (в старину также Соврасовка) — деревня в Выгоничском районе Брянской области, в составе Утынского сельского поселения. Расположена в 1 км к северо-западу от села Удельные Уты. Население — 73 человека (2010).
Единственная улица носит название Луговая.

## История
Упоминается с начала XVIII века; бывшее владение Саврасовых, Подлиневых, Молчановых, позднее В. А. Гулевич. Входила в приход села Мирковы Уты.
Первоначально состояла в Брянском уезде; с последней четверти XVIII века до 1924 года входила в Трубчевский уезд (с 1861 — в составе Уручьенской волости). В 1924—1929 в Выгоничской волости Бежицкого уезда; с 1929 в Выгоничском районе, а в период его временного расформирования — в Трубчевском (1932—1940, 1965—1977), Почепском (1963—1965) районе.
До 2005 года — в Утынском сельсовете.